# 中山路 (芜湖)
中山路原名大马路，是位於中华人民共和国安徽省芜湖市的一条道路，位于市中心的镜湖区，长690米，宽30-40米。

## 历史
1877年芜湖开埠后，西门外紧邻青弋江边的长街商业区更趋繁盛，逐渐向北侧拓展，开辟新的商业街区，包括二街、大马路，以及二马路（今新芜路）。二街和二马路均为东西向，只有大马路为南北走向。大马路开辟于1902年，投资2万两白银，南北贯穿新市区。这些马路在抗战以后逐渐取代长街，成为全市最繁华的商业区。
1925年孙中山去世，作为纪念，大马路改名为中山路。1950年代，中山路进行改造，集中布置主要商业网点，仍为全市商业中心。
1999年，芜湖市投资1.4亿元，建设中山路步行街，元月开工，9月29日正式开街，工期9个月。同时将镜湖风光引入步行街，